# 阿瑟·阿达莫夫
阿瑟·阿达莫夫（英語：Arthur Adamov，1908年8月23日—1970年3月15日），法国剧作家，荒诞派戏剧先驱者之一。

## 生平与创作
阿达莫夫原名阿达米安，生于俄国高加索的基斯洛沃茨克一个亚美尼亚家庭。家中有石油企业，家境殷实。阿达莫夫在巴库度过童年，和当时其他富裕阶层的子女一样，他是以法语为第一语言进行启蒙的。第一次世界大战爆发后，全家先后流亡于瑞士和德国。1917年俄罗斯的油井被收归国有，阿达莫夫家家道中落。1924年起，阿达莫夫定居法国巴黎，开始政治和文学活动。
20年代后期，阿达莫夫与超现实主义者让·谷克多、安托南·阿尔托、保尔·艾吕雅等人交往甚密，曾参与编辑超现实主义期刊《间断》。1938年他经历了严重的精神崩溃，后来写出了自传性作品《自白》，其中的部分情节还是在集中营中写成的。第二次世界大战给阿达莫夫精神上留下了不可医治的创伤，近一年的集中营的苦难生活使他得了严重的忧郁症，这一直影响着他后来的创作。1947年他创作了第一个剧本《拙劣的模仿》。50年代是他创作的旺盛期，创作了以《侵犯》、《塔拉纳教授》和《弹子球武器》为代表的荒诞派戏剧， 这类戏剧的结构情节几乎全是支离破碎的，人物之间彼此侮辱和损害，戏剧的内容和形式都具有荒诞派戏剧的一般特点。
1957年起阿达莫夫的戏剧创作开始摆脱荒诞和抽象，他宣布：“我以为‘先锋派’（即荒诞派）戏剧是面对现实问题的一种轻巧的逃避，一种转移视听的做法……生活并不荒诞，只不过是艰难而已。”从此他戏剧的中增加了政治元素和现实性。他研究巴黎公社史料后写成《一八七一年春天》又联系社会政治生活写了《神圣的欧洲》、 《如果夏天重新来临》等作品。他还翻译了一些德国和俄国的文学作品如格奥尔格·毕希纳、果戈理和安东·契诃夫的戏剧。
阿达莫夫晚年陷入酗酒和药物中，1970年因服用过量巴比妥而去世。

## 主要作品
- 《自白》（1938-1943）反映了他在超现实主义集团瓦解后精神崩溃的状态，也为他以后的荒诞派戏剧预示了特有的感受和艺术表现手法。
- 《拙劣的模仿》写三个男子追求花蝴蝶般的莉莉，均无功而返，且都遭到厄运。
- 《侵犯》（1950）
- 《大小手术》（1951）主人公渐渐成了没有四肢的废人。
- 《塔拉纳教授》（1953）
- 《弹子球武器》（1955）
- 《一八七一年春天》（1960）
- 《神圣的欧洲》（1966）
- 《如果夏日重临》(1970)